# Philip Selway
Philip James Selway, detto Phil (Abingdon-on-Thames, 23 maggio 1967), è un musicista e cantautore inglese.
È il batterista dei Radiohead, nonché terza voce del gruppo. Ha una laurea in inglese e storia al politecnico di Liverpool e prima dei Radiohead, ha insegnato inglese e lavorato in una casa editrice. Selway è sposato con Kate e ha tre figli (Jamie, Leo e Patrick): vivono tutti a Oxford, residenza anche di altri del gruppo. Le influenze musicali di Selway (dichiarate) vanno dai The Beat ai Joy Division, dai The Ruts a Tricky, Supergrass e Captain Beefheart.
Oltre alla batteria, contribuisce ai cori, occasionalmente anche chitarra, voce e flauto, per 7 Worlds Collide. Selway è conosciuto per la sua precisione e competenza in vari stili e tempi inusuali, è stato nominato come ventiseiesimo più grande batterista di tutti i tempi, da Gigwise nel 2008. Ha suonato con i Samaritans dal 1991. Selway ha pubblicato il suo album solista di debutto, Familial, il 30 agosto 2010.

## Biografia

### Radiohead
Prima che i Radiohead diventassero famosi, Selway ha studiato Letteratura Vita e Pensiero (Inglese e Storia) presso il Politecnico di Liverpool FC Mott Campus vicino Prescot prima di essere ribattezzato Liverpool John Moores University. Prima aveva studiato a fianco dello zio di Emma Huzzey nella classe di matematica e ha lavorato per vari musicisti itineranti e come insegnante di inglese. Nei primi '90, Selway abbandona la prima formazione dei Radiohead (allora si chiamava Shindig o On a Friday) e si trasferì in Irlanda, e tornò dalla band solo dopo aver rotto una relazione.
I suoi tempi e la varietà batteristica hanno contribuito a dare alla band il suo sound. Considerando che la sua tecnica nei primi due album, Pablo Honey e The Bends, corrispondeva al rock classico, nei successivi lavori (più sperimentali e d'atmosfera) sono stati plasmati e completati dal passaggio di Selway ad una più solida tecnica, che ricorda il sound motorik.
A prescindere dal suo contributo di batterista, Selway veste occasionalmente il ruolo di backing vocals durante le esibizioni live, in particolare in There There, 2 +2 = 5, I Will e Go to Sleep. A partire dall'album Kid A, ha anche contribuito al programming della drum machine.
Selway ha studiato batteria a Londra presso Drumtech sotto la guida di Francesco Seriau insieme al collega, chitarrista dei Radiohead, Ed O'Brien.

### Progetti solisti
Selway è stato associato come sostegno emotivo dei Samaritans dal 1991. Si è esibito con la band Dive Dive nel marzo 2005 ed è apparso nel film Harry Potter e il calice di fuoco come un membro della band The Weird Sisters insieme al compagno dei Radiohead Jonny Greenwood e al frontman dei Pulp Jarvis Cocker.
Selway ha partecipato ad un tour e registrato con Neil Finn, nell'ambito del progetto 7 Worlds Collide. Ha suonato la batteria nel loro omonimo album del 2001 dal vivo e suona la chitarra e, occasionalmente canta da solista nel loro album in studio del 2009, The Sun Came Out, di cui scrisse anche due brani Rest On the Rock e Out of Light - l'album, Before the Ruin, di Roddy Woomble, Kris Drever e John McCusker, e sta attualmente registrando un album solista.
Nel 2009 Selway ha suonato per il chitarrista Martin Simpson nell'album in studio True Stories.
Il 15 settembre 2009, la rivista NME dichiara che Selway pubblicherà un album solista. L'album vedrà la partecipazione di alcuni membri dei Wilco, Glenn Kotche e Pat Sansone, anche loro fedeli a 7 Worlds Collide, Lisa Germano e Sebastian Steinberg. Ha annunciato un tour da solista, il 4 febbraio 2010.
Selway ha esordito come solista pubblicando il suo album di debutto, Familial, il 30 agosto 2010.

## Vita privata
Selway è nato a Abingdon, Berkshire (ora Oxfordshire, Inghilterra). È sposato con Cait, dalla quale ha avuto tre figli: Leo, Jamie e Patrick (ai quali Kid A, Amnesiac e Hail to the Thief sono stati dedicati, rispettivamente).
Sua madre Thea è morta durante un tour dei Radiohead nel maggio 2006. La band ha annullato una delle loro date di Amsterdam, in modo che Selway potesse partecipare al lutto familiare.
"Volevo solo chiedere scusa alle persone che dovevano venire al nostro show ad Amsterdam la scorsa notte, in particolare quelli che hanno viaggiato molto. Mia madre è venuta a mancare improvvisamente nelle prime ore di ieri mattina e quindi ho voluto essere a casa con la mia famiglia. Mamma era una nostra grande fan, ed era molto fiera di tutto quello che abbiamo fatto come band. Mi manca il suo amore e molto."
La band più tardi tornò ad Amsterdam nel mese di agosto per sopperire allo spettacolo mancato. Il discbox e il rilascio del CD di In Rainbows cita una dedica a Thea Selway.
Selway collabora da anni con Samaritans, associazione di volontariato. Nel 2002 ha corso la maratona di Londra per beneficenza, raccogliendo 20.000 sterline.

## Discografia

### Album in studio
- 2010 – Familial
- 2014 – Weatherhouse
- 2023 – Strange Dance

### EP
- 2011 – Running Blind